# Paul Stoddart

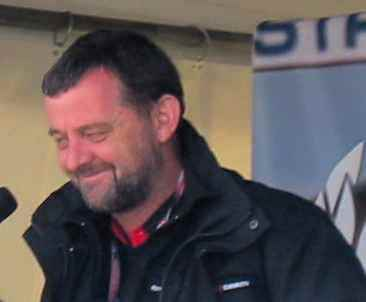
Stoddart beim australischen Grand Prix 2005

Paul Stoddart (* 26. Mai 1955 in Melbourne) ist ein australischer Flugunternehmer und Gründer verschiedener Airlines. Bis 2005 war er zudem Besitzer des Formel-1-Rennstalls Minardi.
Stoddart verfügt über ein beträchtliches Vermögen, das er mit Billigfluglinien erwirtschaftet hat. So unterhielt Stoddarts European Aviation 1998 30 Flugzeuge, unter anderem zwei Boeing 747, 13 Boeing 737 und sechs Airbus A300.
Im Jahre 2005 gründete Stoddart die Billigfluglinie OzJet, die drei Jahre später an HeavyLift Cargo Airlines verkauft wurde.

## Motorsport

### Anfänge
Paul Stoddart gab 1998 bekannt, in den nächsten fünf Jahren in die Formel 1 mit einem eigenen australischen Team einsteigen zu wollen. Zu dieser Zeit besaß Stoddart 41 Fahrzeuge, wovon 16 voll funktionstüchtig waren und regelmäßig bei Boss-GP-Rennen für seinen Rennstall European Formula Racing eingesetzt wurden. Außerdem verlieh er einsatzfähige Chassis an mehrere Demonstrationsevents sowie an British American Racing, die Tests mit verschiedenen Wagen vor deren ersten Saison durchführten. Seinen ersten rennfähigen Wagen kaufte Stoddart 1996 mit dem Tyrrell DG016, den er regelmäßig auch selbst fuhr.
Eines seiner ersten Formel-1-Engagements war als Sponsor beim Tyrrell-Team, nachdem er durch Tyrrells Teammanager Rupert Mainwaring erste Kontakte zum Rennstall herstellen konnte. Auf den Frontflügeln des Tyrrell 025 warb Stoddarts European Aviation, außerdem beförderte die Fluglinie bei allen europäischen Rennen das Team kostenlos zu den Veranstaltungsorten. Stoddart wollte einen Windkanal bauen und Tyrrell zur Verfügung stellen, doch dabei blieb es nicht. Der Teamgrüner Ken Tyrrell und Stoddart wurden Freunde und begannen Verhandlungen über die Übernahme des Teams. Stoddart offerierte 25 Millionen US-Dollar, man stand kurz vor Vertragsabschluss, allerdings platzte der Deal nach dem Kauf von British American Tobacco. Stoddart konnte zumindest einen Großteil der Materialien des Teams kaufen, nachdem das neue Team British American Racing kein Interesse daran zeigte.
Zu Beginn der Formel-1-Weltmeisterschaft 1999 verhandelte Stoddart um einen 20-prozentigen Anteil am Jordan-Team. Der Handel war beinahe perfekt, Stoddart bot 20 Millionen US-Dollar, doch die Saison startete für Jordan sehr gut und der Teamgründer Eddie Jordan lehnte das Angebot schließlich ab. European Aviation trat dennoch als Sponsor beim Jordan 199 auf den Seitenkästen auf. Stoddart startete danach auch Gespräche mit Arrows-Besitzer Tom Walkinshaw über eine Übernahme, nachdem das Team einen großen Fortschritt zur Saison 2000 zeigte und unter anderem mit dem vierten Platz, erzielt von Jos Verstappen, in Kanada für Aufsehen sorgte. Doch die Gespräche wurden beendet, weil laut Stoddart die Finanzen des Teams „in großer Unordnung“ waren.

### Kauf von Minardi

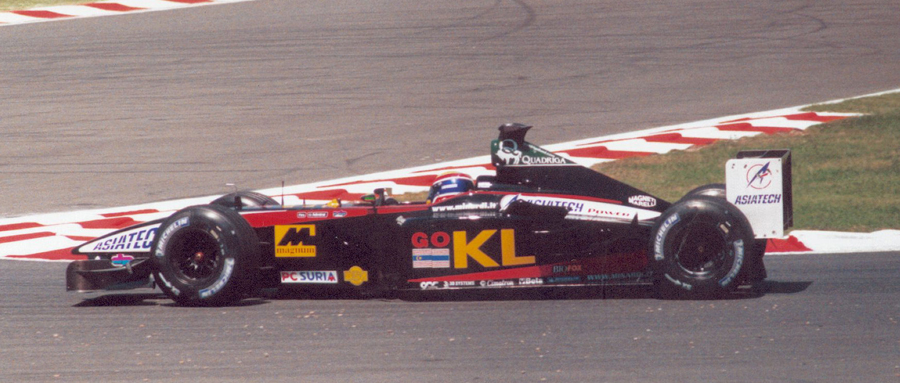
Mark Webber im Minardi, dessen Karriere von Stoddart gefördert wurde

Währenddessen bekam das italienische Team Minardi finanzielle Probleme und begann sich nach neuen Investoren umzusehen. Im Herbst 2000 trafen sich daher der Besitzer Giancarlo Minardi und Paul Stoddart, der schließlich als Retter Minardis auftrat, indem er mit dem Kauf für den weiteren Fortgang des Rennbetriebs sorgte.
Mit Minardi förderte Stoddart auch die Karriere seines Landsmanns Mark Webber, der bei Minardi seinen Einstieg in die Formel 1 schaffte. Gleich in seinem ersten Rennen in Australien erzielte Webber mit dem fünften Rang die erste Platzierung in den Punkten nach Jahren der Erfolglosigkeit. Stoddart, dem nach eigenen Angaben die Politik im Sport verhasst war, vertrat in Auseinandersetzungen mit der FIA wiederholt Positionen, die sich von denen anderer Teamchefs abhoben, und versuchte, sie mit Nachdruck umzusetzen. Er äußerte auch wiederholt scharfe Kritik an FIA-Präsident Max Mosley äußerte. Damit hob er sich von der bisherigen Zurückhaltung Minardis deutlich ab. Stoddart war bei den Sportfunktionären einer der am wenigsten beliebten Teamchefs. Bernie Ecclestone sagte beispielsweise über ihn: „Ein Mann wie Paul Stoddart hat in der Formel 1 nichts zu suchen. Das hier ist alles eine Nummer zu groß für ihn“. Gleichwohl war Ecclestone im Frühsommer 2003 bereit, sich für Minardi zu engagieren.

### Nach dem Verkauf

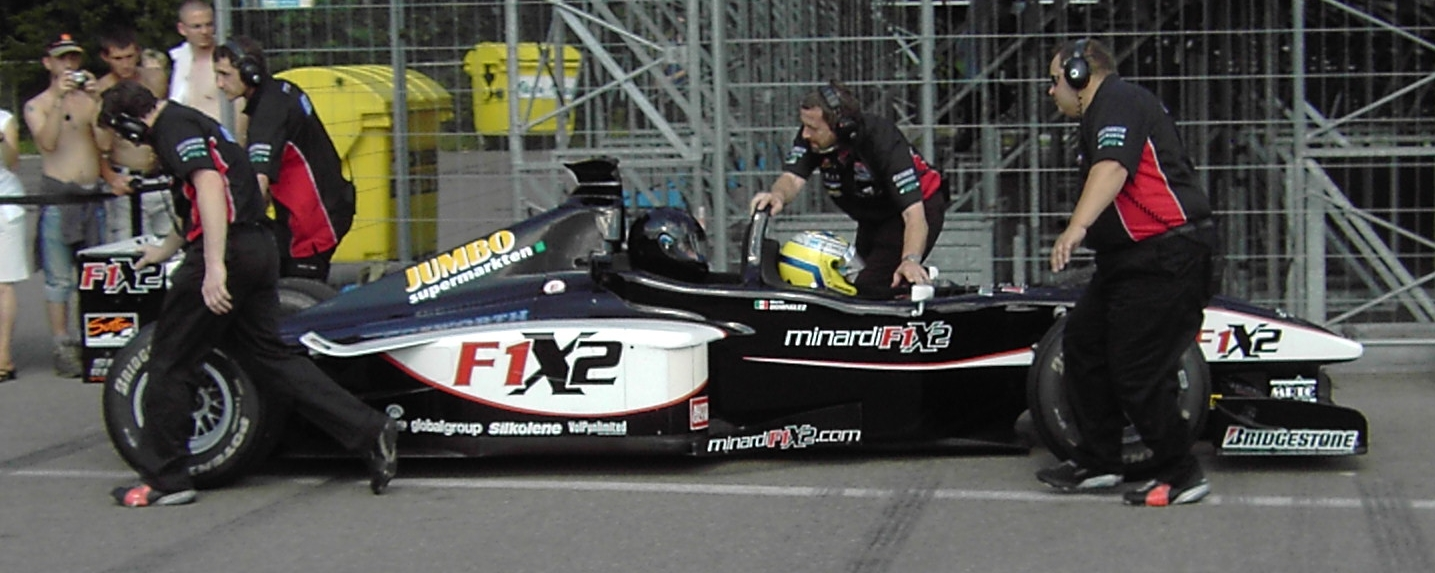
Der Minardi F1x2

Im März 2006 verkündete Stoddart seine Pläne, wieder in die Formel 1 zurückzukehren. 2008 bewarb sich Stoddart mit dem Namen Minardi um den zwölften Teamplatz in der Formel-1-Weltmeisterschaft, doch dieser ging an Prodrive, die letztlich nicht in der Saison antraten.
Im Dezember 2006 kaufte Stoddart das CTE Racing-HVM-Team und nannte es für 2007 in Minardi Team USA um. Als Fahrer nominierte er Dan Clarke und Robert Doornbos. Die Saison verlief optimal und Doornbos belegte mit zwei Siegen den dritten Platz in der Meisterschaft und gewann den Rookie of the Year-Award. 2008 wurde die Champ Car World Series vom Rivalen IndyCar aufgekauft und Stoddart entschied sich gegen eine Teilnahme, da er befürchtete, dass sein Team, wie bei seiner Zeit mit Minardi in der Formel 1, nicht annähernd wettbewerbsfähig wäre.
Mit der Übernahme der Formel 1 durch Liberty Media wollte das neue Management die Nähe zu ihren Fans ausbauen. Paul Stoddart bot daraufhin ab dem Rennen in Spanien 2017 Fahrten mit dem Minardi F1x2 an, ein Zweisitzer-Formel-1-Wagen, in dem außer dem Rennfahrer eine weitere Person im Rennauto mitfahren kann.